# 圓井彰彦
圓井 彰彦（つむらい あきひこ、1984年7月10日 - ）は、日本の陸上競技選手。専門は長距離種目。現在はマツダ陸上競技部でコーチを務める。

## 来歴・人物
福島県の駅伝強豪校である田村高校出身。県内の同学年の陸上長距離選手には、後に箱根駅伝で山の神として名を馳せる今井正人(県立原町高校卒)がおり、高校2年時には世界ユース陸上競技選手権大会に3000m日本代表としてともに出場している。
高校卒業後、法政大学を経てマツダに入社。2010年には全日本実業団ハーフマラソンでは日本人トップの成績を収め、世界ハーフマラソンに日本代表として今井正人らとともに出場するなどチームのエースとして活躍。現在は主将としてチームを支え、2015年の中国実業団対抗駅伝競走大会では、当時18連覇中であった中国電力を破り、43年ぶりの同大会優勝にチームを導いた。

## 主な成績
| 年     | 大会                                     | 種目(区間)     | 順位 | 記録          | 備考        |
| ------ | ---------------------------------------- | -------------- | ---- | ------------- | ----------- |
| 1998年 | 第21回ジュニアオリンピック               | 1500m          | ３位 | 4分12秒47     |             |
| 1999年 | 第22回ジュニアオリンピック               | 3000m          | ７位 | 8分46秒67     |             |
| 2001年 | 第2回世界ユース陸上競技選手権大会        | 3000m          | 9位  | 8分18秒98     | 高校歴代3位 |
| 2003年 | 関東学生陸上競技対校選手権大会           | 5000m          | 6位  | 14分08秒94    |             |
| 2010年 | 第38回全日本実業団ハーフマラソン         | ハーフマラソン | 5位  | 1時間01分58秒 | 日本人１位  |
| 2010年 | 第19回世界ハーフマラソン選手権大会       | ハーフマラソン | 65位 | 1時間13分28秒 |             |
| 2010年 | 第94回日本陸上競技選手権大会             | 5000m          | 13位 | 13分57秒01    |             |
| 2013年 | 第61回兵庫リレーカーニバル               | 10000m         | ９位 | 28分25秒55    |             |
| 2013年 | 第97回日本陸上競技選手権大会             | 10000m         | 6位  | 28分29秒36    |             |
| 2013年 | 第61回全日本実業団対抗陸上競技選手権大会 | 5000m          | 11位 | 13分56秒73    |             |
| 2014年 | 第12回アジアクロカン                     | 10000m         | 6位  | 30分13秒      | 日本人１位  |
| 2014年 | 第98回日本陸上競技選手権大会             | 10000m         | 11位 | 28分45秒98    |             |
| 2015年 | 第99回日本陸上競技選手権大会             | 10000m         | 7位  | 28分48秒84    |             |
| 2015年 | 第63回全日本実業団対抗陸上競技選手権大会 | 5000m          | ８位 | 13分47秒23    | 日本人3位   |
| 2016年 | 第64回兵庫リレーカーニバル               | 10000m         | ７位 | 28分26秒12    | 日本人3位   |
| 2016年 | 第100回日本陸上競技選手権大会            | 5000m          | 21位 | 14分51秒00    |             |
| 2016年 | 第64回全日本実業団対抗陸上競技選手権大会 | 5000m          | ９位 | 13分49秒30    | 日本人4位   |

## 学生三大駅伝戦績
| 学年               | 出雲駅伝                               | 全日本大学駅伝              | 箱根駅伝                          | 出典 |
| ------------------ | -------------------------------------- | --------------------------- | --------------------------------- | ---- |
| 1年生 （2003年度） | 第15回 不出場                          | 第35回 3区-区間2位 28分02秒 | 第80回 1区-区間8位 1時間03分47秒  |      |
| 2年生 （2004年度） | 第16回 2区-区間10位 17分03秒           | 第36回 不出場               | 第81回 1区-区間12位 1時間03分47秒 |      |
| 3年生 （2005年度） | 第17回 1区-区間2位 23分41秒            | 第37回 不出場               | 第82回 － － － 出走なし          |      |
| 4年生 （2006年度） | 第18回 3区-区間4位 23分18秒 区間新記録 | 第38回 不出場               | 第83回 2区-18位 1時間11分05秒     |      |